# Округ Клеј (Флорида)
Клеј (енгл. Clay County) је округ у америчкој савезној држави Флорида. По попису из 2010. године број становника је 190.865.

## Демографија
Према попису становништва из 2010. у округу је живело 190.865 становника, што је 50.051 (35,5%) становника више него 2000. године.
| Група             | 2000.           | 2010.           |
| Белци             | 119.587 (84,9%) | 147.257 (77,2%) |
| Афроамериканци    | 9.439 (6,7%)    | 18.831 (9,9%)   |
| Азијати           | 2.797 (2,0%)    | 5.589 (2,9%)    |
| Хиспаноамериканци | 6.059 (4,3%)    | 14.609 (7,7%)   |
| Укупно            | 140.814         | 190.865         |